# 쿠르트 보크
쿠르트 보크(독일어: Kurt Bock, 1958년 7월 3일 ~ )는 독일의 기업인이다. 그는 2011년부터 독일의 화학기업 바스프의 회장으로 재직하고 있다. 보크 회장은 2014년 10월경 방한해 바스프 아시아태평양 회의에 참석했다.